# 12-я сессия Комитета всемирного наследия ЮНЕСКО

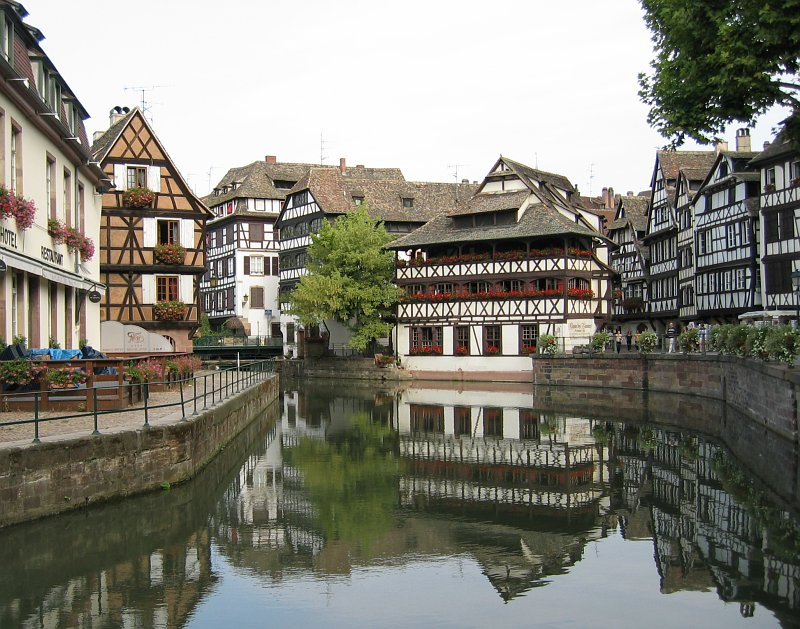
Иль-Гранд

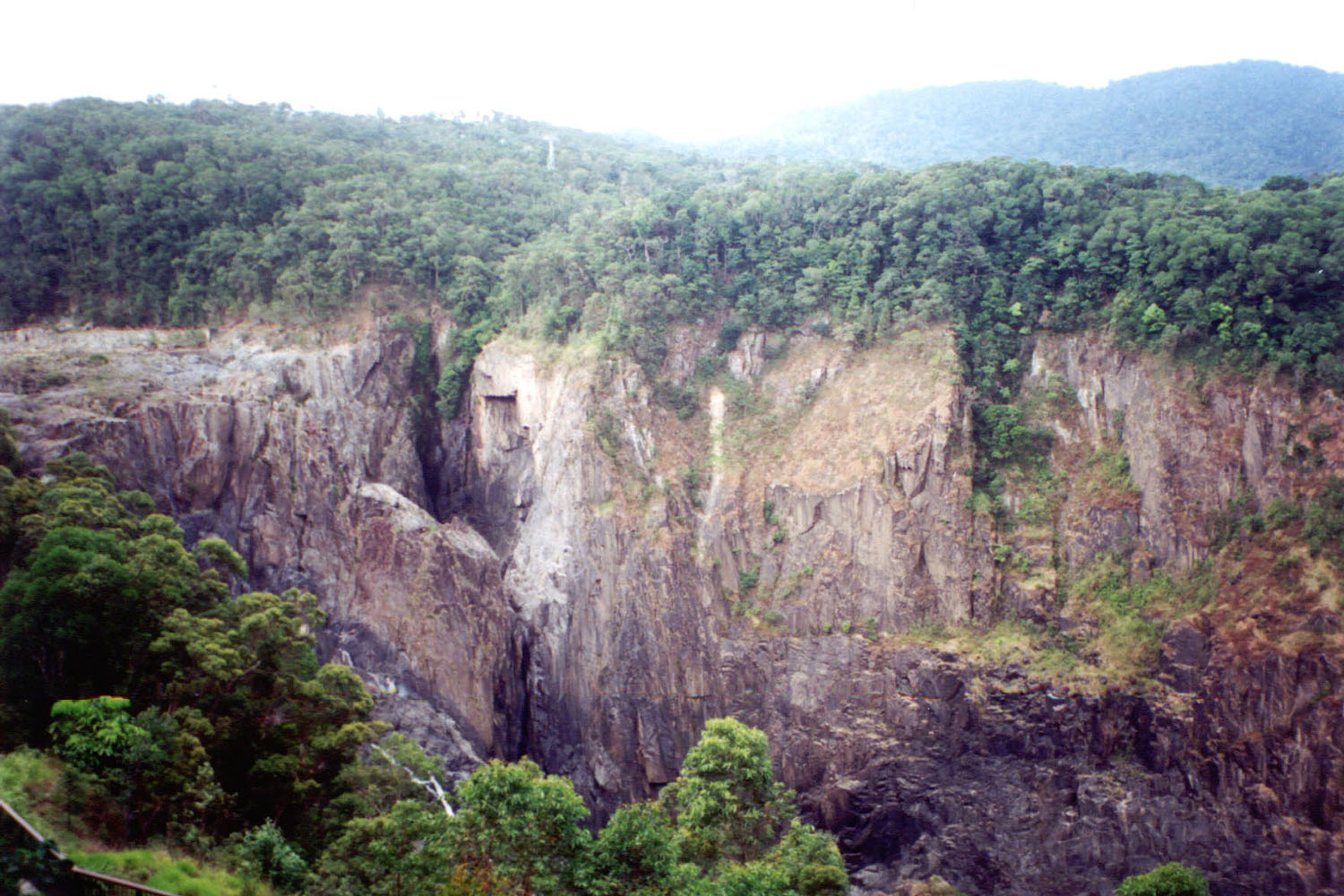
Влажные тропики Квинсленда

12-я сессия Комитета всемирного наследия ЮНЕСКО проходила с 5 по 9 декабря 1988 года, в г. Бразилиа, Бразилия. Было подано 27 заявок на включение объектов в список всемирного наследия ЮНЕСКО: 19 объектов культурного наследия, 3 смешанных объекта и 5 природного наследия. Таким образом, общее число регистраций достигло 314 (230 объектов культурного наследия, 14 смешанных и 70 природных).

## Объекты, внесённые в список всемирного наследия

### Культурное наследие
Куба: Город Тринидад и долина Де-лос-Инхеньос
Франция: Иль-Гранд - исторический центр Страсбурга
Греция: Раннехристианские и византийские памятники в Салониках
Греция: Святилище Асклепий в Эпидавре
Греция: Средневековый город в Родосе
Мали: Старые города Дженне
Мали: Исторический город Томбукту
Мексика: Исторический город Гуанахуато
Мексика: Доиспанский город Чичен-Ица
Оман: Археологические памятники Бат, Эль-Хутм и Эль-Айн
Перу: Исторический центр Лима
Испания: Старый город в Саламанке
Шри-Ланка: Город Канди
Шри-Ланка: Старая часть и укрепления города Галле
Тунис: Медина Суса
Тунис: Кайруан
Турция: Древний город Ксанф храм Летоон
Великобритания: Лондонский Тауэр
Великобритания: Кентерберийский собор, Аббатство Святого Августина и Церковь Святого Мартина (Кентербери)

### Смешанные
Греция: Духовный центр православия Гора Афон
Греция: Монастыри Метеоры
Турция: Древний город Иераполис и источники Памуккале

### Природное наследие
Австралия: Влажные тропики Квинсленда
Центральноафриканская Республика: Национальный парк Маново-Гоунда-Сен-Флорис
Индия: Национальные парки Нанда-Деви и "Долина цветов"
Шри-Ланка: Лесной резерват Синхараджа
Великобритания: Остров Хендерсон

### Расширены
Ни один объект не был добавлен.

### Убраны из Красного списка
Орнитологический резерват Джудж в Сенегале

### Добавлены в Красный список
Крепость Бахла в Омане